# Tricia Helfer
Tricia Helfer, född 11 april 1974 i Donalda, Alberta, Kanada, är en kanadensisk fotomodell och skådespelerska.
Tricia Helfer är bland annat känd från science fiction-serien Battlestar Galactica och gör även Sarrah Kerrigans röst i realtidsstrategispelet StarCraft II: Wings of Liberty.

## Filmografi

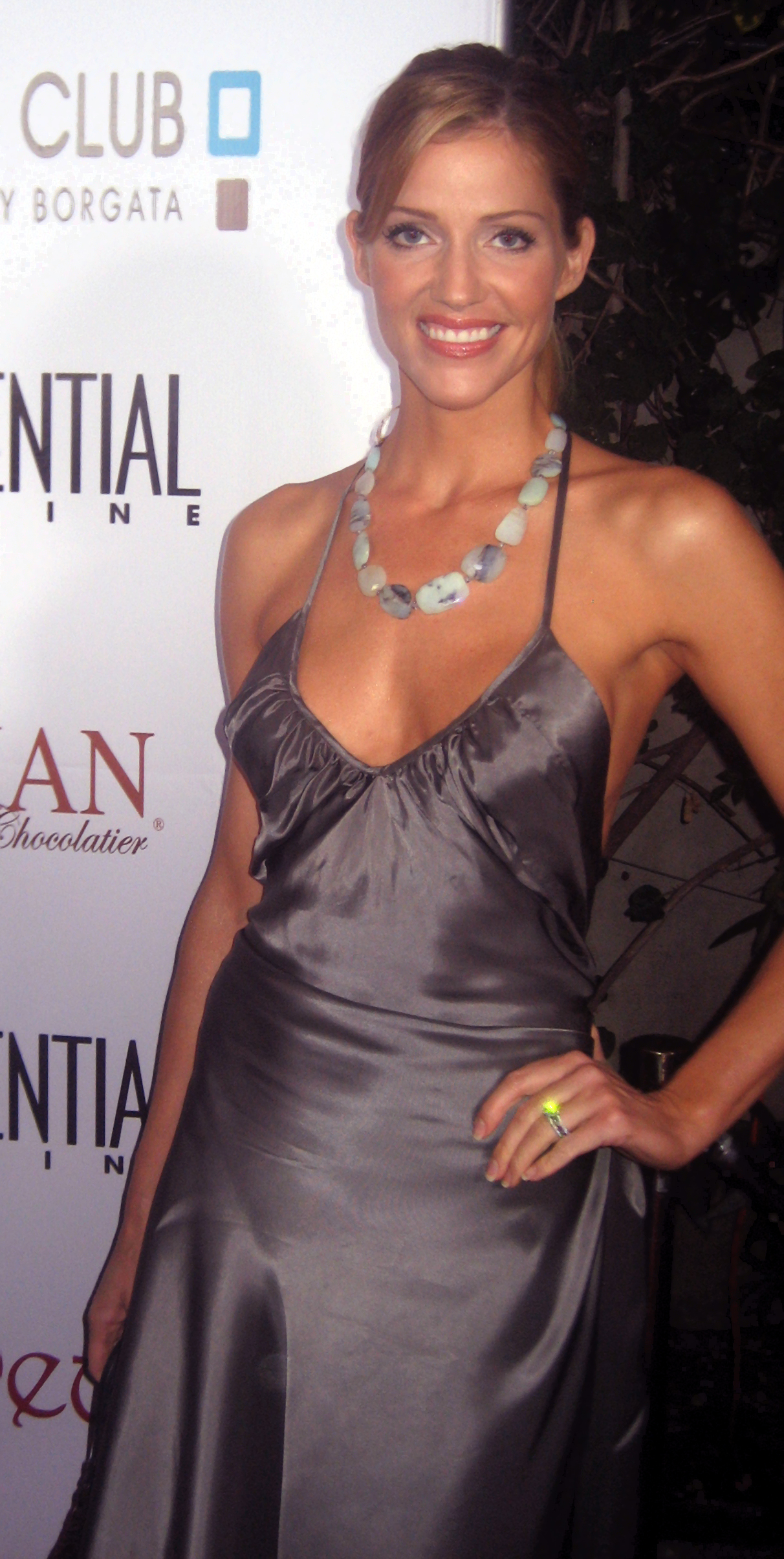
Helfer i september 2008.

| År   | Filmtitel                                                     | Roll             | Noter    |
| ---- | ------------------------------------------------------------- | ---------------- | -------- |
| 2000 | Eventual Wife                                                 | Inga             | Kortfilm |
| 2003 | White Rush                                                    | Eva              |          |
| 2004 | Behind the Camera: The Unauthorized Story of Charlie's Angels | Farrah Fawcett   | TV-film  |
| 2006 | The Genius Club                                               | Ally Simon       |          |
| 2006 | Memory                                                        | Stephanie Jacobs |          |
| 2007 | Spiral                                                        | Sasha            |          |
| 2007 | The Green Chain                                               | Leila Cole       |          |
| 2007 | Walk All Over Me                                              | Celene           |          |
| 2007 | Battlestar Galactica: Razor                                   | Number Six       | TV-film  |
| 2008 | Inseparable                                                   | Rae Wicks        |          |
| 2009 | Green Lantern: First Flight                                   | Boodikka         |          |
| 2009 | Battlestar Galactica: The Plan                                | Number Six       | TV-film  |
| 2009 | Hidden Crimes                                                 | Julia Carver     | TV-film  |
| 2009 | Open House                                                    | Lila             |          |
| 2010 | A Beginner's Guide to Endings                                 | Miranda          |          |
| 2011 | Bloodwork                                                     | Dr. Wilcox       |          |
| 2011 | Mistletoe over Manhattan                                      | Lucy Martel      | TV-film  |
| 2011 | PostHuman                                                     | Kali (röstroll)  | Kortfilm |
| 2012 | The Forger                                                    | Sasha            |          |
| 2012 | Scent of the Missing                                          | Susannah         | TV-film  |
| 2012 | Scribble                                                      | Sigrid Hagenguth |          |
| 2012 | 37                                                            | Christina        |          |
| 2017 | Sun, sand and romance                                         | Kate             |          |

| År        | Titel                                | Roll                               | Noter                                                                                              |
| --------- | ------------------------------------ | ---------------------------------- | -------------------------------------------------------------------------------------------------- |
| 2002      | Jeremiah                             | Sarah                              | Episod: "The Long Road: Part 1"                                                                    |
| 2002      | CSI: Crime Scene Investigation       | Ashleigh James                     | Episod: "The Hunger Artist"                                                                        |
| 2003      | Battlestar Galactica                 | Number Six                         | Miniserie                                                                                          |
| 2006      | The Collector                        | Janis Eisner                       | Episod: "The V.J."                                                                                 |
| 2006      | Canada's Next Top Model              | Värd, Domare                       | Cycle 1                                                                                            |
| 2007      | Them                                 | Naomi Tyler Moore                  | TV pilot                                                                                           |
| 2007      | Supernatural                         | Molly McNamara                     | Episod - "Roadkill"                                                                                |
| 2009      | The Dealership                       | Rachel Carson                      | TV pilot                                                                                           |
| 2007–2009 | Burn Notice                          | Carla                              | 8 episoder                                                                                         |
| 2008–2009 | The Spectacular Spider-Man           | Felicia Hardy/Black Cat (röstroll) | Episoderna: "Persona", "Accomplices", "Opening Night"                                              |
| 2004–2009 | Battlestar Galactica                 | Number Six                         | Huvudroll                                                                                          |
| 2009      | Chuck                                | Alex Forrest                       | Episod: "Chuck Versus the Broken Heart"                                                            |
| 2009      | Warehouse 13                         | Bonnie Belski                      | Episod: "Resonance"                                                                                |
| 2010      | The Super Hero Squad Show            | Sif (röstroll)                     | Episode: "O, Brother!"                                                                             |
| 2010      | Human Target                         | Stephanie Dobbs                    | Episod: "Pilot"                                                                                    |
| 2010      | Dark Blue                            | Alex Rice                          | 10 episoder                                                                                        |
| 2010      | Lie to Me                            | Naomi Russell                      | Episod: "Double Blind"                                                                             |
| 2010      | The Whole Truth                      | Bitsie Katz                        | Episod: "Liars"                                                                                    |
| 2011      | No Ordinary Family                   | Sophie Adler                       | Episod: "No Ordinary Love"                                                                         |
| 2011      | Scooby Doo! Mysteriegänget           | Amanda Smyth/Aphrodite (röstroll)  | Episod: "Where Walks Aphrodite"                                                                    |
| 2011      | Franklin & Bash                      | Brett Caiman                       | Episod: "Go Tell It on the Mountain"                                                               |
| 2009–2011 | 2 1/2 män                            | Gail                               | Episoderna: "Gorp. Fnark. Schmegle.", "Ixnay on the Oggie Day", "Nice to Meet You, Walden Schmidt" |
| 2011      | 17th Precinct                        | Morgana Kurlansky                  | TV pilot                                                                                           |
| 2012      | Firman                               | Alex Clark                         | Återkommande karaktär                                                                              |
| 2012      | Criminal Minds                       | Izzy Rogers                        | Episoderna: "Hit", "Run"                                                                           |
| 2012      | Husbands                             | Pillow Girl #2                     | Episoderna: "Appropriate Is Not the Word", "The Straightening"                                     |
| 2012      | Battlestar Galactica: Blood & Chrome | Cylon Prototype                    | Episod: "Pilot"                                                                                    |
| 2012-2013 | Tron: Uprising                       | The Grid (röstroll)                | Huvudroll                                                                                          |
| 2013      | Killer Women                         | Molly Parker                       | Huvudroll                                                                                          |
| 2013      | Community                            | Lauren                             | Episod: "Conventions of Space and Time"                                                            |
| 2016-2018 | Lucifer                              | Charlotte Richards/Mom             | Huvudroll                                                                                          |

| År   | Titel                              | Roll                    |
| ---- | ---------------------------------- | ----------------------- |
| 2007 | Command & Conquer 3: Tiberium Wars | Kilian Qatar            |
| 2007 | Command & Conquer 3: Kane's Wrath  | Kilian Qatar            |
| 2008 | Spider-Man: Web of Shadows         | Felicia Hardy/Black Cat |
| 2009 | Halo 3: ODST                       | Captain Veronica Dare   |
| 2010 | Mass Effect 2                      | EDI.                    |
| 2010 | StarCraft II: Wings of Liberty     | Sarah Kerrigan          |
| 2012 | Mass Effect 3                      | EDI                     |
| 2013 | StarCraft II: Heart of the Swarm   | Sarah Kerrigan          |
| 2015 | Mortal Kombat X                    | Sonya Blade             |